# Pisinna asymmetrica
Pisinna asymmetrica är en snäckart som först beskrevs av Laws 1941.  Pisinna asymmetrica ingår i släktet Pisinna och familjen Anabathridae. Inga underarter finns listade i Catalogue of Life.